# Richard Carter
Richard Carter (Sydney, 11 dicembre 1953 – 13 luglio 2019) è stato un attore e comico australiano.
Dalla moglie Lindsey (sposata nel 1991) ha avuto un figlio.
È morto nel 2019 a 65 anni dopo una breve malattia.

## Filmografia

### Cinema
- Undercover, regia di David Stevens (1984)
- Fast Talking, regia di Ken Cameron (1984)
- Rebel Matt, soldato ribelle (Rebel), regia di Michael Jenkins (1985)
- Emoh Ruoh, regia di Danny Lawrence (1985)
- The Marsupials: The Howling III, regia di Philippe Mora (1987)
- The Wicked, regia di Colin Eggleston (1987)
- Around the World in Eighty Ways, regia di Stephen MacLean (1988)
- Cronaca nera (Grievous Bodily Harm), regia di Mark Joffe (1988)
- Belinda (Midnight Dancer), regia di Pamela Gibbons (1988)
- Il vendicatore (The Punisher), regia di Mark Goldblatt (1989)
- Sher Mountain Killing Mystery, regia di Vince Martin (1990)
- Wet and Wild Summer!, regia di Maurice Murphy (1992)
- Robin Hood Junior (Reckless Kelly), regia di Yahoo Serious (1993)
- Fuga da Absolom (No Escape), regia di Martin Campbell (1994)
- Le nozze di Muriel (Muriel's Wedding), regia di P. J. Hogan (1994)
- Signal One, regia di Rob Stewart (1994)
- On the Dead Side, regia di James M. Vernon (1994)
- Idiot Box, regia di David Caesar (1996)
- Un computer a 4 zampe (Paws), regia di Karl Zwicky (1997)
- The Cowboy, regia di Kate McDonald – cortometraggio (1997)
- Babe va in città (Babe: Pig in the City), regia di George Miller (1998)
- Two Hands, regia di Gregor Jordan (1999)
- The Date, regia di Damon Herriman e William Usic – cortometraggio (1999)
- Dogwatch, regia di Laurie McInness (1999)
- Due gemelle in Australia (Our Lips Are Sealed), regia di Craig Shapiro (2000)
- Bootmen, regia di Dein Parry (2000)
- The Man Who Sued God, regia di Marl Joffe (2001)
- La generazione rubata (Rabbit-Proof Fence), regia di Phillip Noyce (2002)
- You Can't Stop the Murders, regia di Anthony Mir (2003)
- Gettin' Square, regia di Jonathan Teplitzky (2003)
- The Full Gamut, regia di Nick Pollack – cortometraggio (2004)
- Hating Alison Ashley, regia di Geoff Bennett (2005)
- Happy Feet, regia di George Miller (2006) – voce
- Happy Feet 2 (Happy Feet Two), regia di George Miller (2011) – voce
- Il grande Gatsby (The Great Gatsby), regia di Baz Luhrmann (2013)
- Mad Max: Fury Road, regia di George Miller (2015)

### Televisione
- Sons and Daughters – serie TV, 2 episodi (1983)
- Bodyline – miniserie TV, 1 episodio (1985)
- Speaefield's Daughter – miniserie TV, 1 episodio (1986)
- Wandin Valley (A Country Practice) – serie TV, 8 episodi (1986-1993)
- Vietnam – miniserie TV, 2 episodi (1987)
- The Clean Machine, regia di Ken Cameron – film TV (1988)
- Run for the Money, regia di Steve Wood – film TV (1988)
- Bangkok Hilton – miniserie TV, 3 episodi (1989)
- Dottori con le ali (The Flying Doctors) – serie TV, 1 episodio (1990)
- Polizia squadra soccorso (Police Rescue) – serie TV, 1 episodio (1991)
- Hey Dad..! - serie TV, 1 episodio (1992)
- Heartland - serie TV, 1 episodio (1994)
- The Ferals – serie TV, 1 episodio (1994)
- G.P. – serie TV, 3 episodi (1994-1996)
- Blue Murder, regia di Michael Jenkins - miniserie TV (1995)
- Twisted - serie TV, 1 episodio (1996)
- Fallen Angels – serie TV, 5 episodi (1997)
- Wildside – serie TV, 5 episodi (1997-1998)
- All Saints – serie TV, 1 episodio (1999)
- The Corner – miniserie TV, 1 episodio (2000)
- Pizza – serie TV, 4 episodi (2000)
- Metropolitan Police (The Bill) – serie TV, 1 episodio (2001)
- My Husband My Killer, regia di Peter Andrikidis – film TV (2001)
- Blue Healers – serie TV, 4 episodi (2001)
- Farscape – serie TV, 2 episodi (2001-2002)
- Heroes' Mountain, regia di Peter Andrikidis – film TV (2002)
- White Collar Blue, regia di Ken Cameron – film TV (2002)
- White Collar Blue – serie TV, 44 episodi (2002-2003)
- Stupid Stupid Man – serie TV, 2 episodi (2006-2008)
- Murder in the Outback, regia di Tony Tilse – film TV (2007)
- City Homicide – serie TV, 2 episodi (2007)
- East West 101 – serie TV, 5 episodi (2008-2011)
- Rake – serie TV, 5 episodi (2010-2014)

## Doppiatori italiani
Nelle versioni in italiano dei suoi film, Richard Carter è stato doppiato da:
- Massimo Lopez in Mad Max: Fury Road
- Alessandro Ballico in Il grande Gatsby
- Enzo Avolio in Due gemelle in Australia
- Antonio Palumbo in Bootmen

Come doppiatore è stato sostituito da:
- Gigi Proietti in Happy Feet 2